# Pauesia varigata
Pauesia varigata är en stekelart som först beskrevs av Smith 1944.  Pauesia varigata ingår i släktet Pauesia och familjen bracksteklar. Inga underarter finns listade i Catalogue of Life.